# Pantages Tower
Pantages Tower ist ein Wohn- und Hotelgebäude in Toronto, Ontario, Kanada. Das Gebäude befindet sich in der Nähe des Ed Mirvish Theatre in der 210 Victoria Street. Das Gebäude verfügt über 45 oberirdische und 6 unterirdischen Etagen auf einer Fläche von 46.600 Quadratmetern. Das Gebäude wurde 2003 fertiggestellt.
Das Gebäude zeichnet sich durch eine postmoderne Architektur aus. Entworfen wurde das Gebäude von Moshe Safdie und Core Architects für die kanadischen Immobilienunternehmen Dundee Corporation und Intracorp.

## Geschichte
Auf dem Gelände war ursprünglich ein weiterer Theaterbau geplant, welches auch ein Hotel beherbergen sollte. Durch die Insolvenz des früheren Bauträgers Livent wurden die Pläne aufgegeben und stattdessen ein Wohn- und Hotelgebäude errichtet.

## Besonderheit
Im Jahr 2006 residierte der britische Modist und Modedesigner Nick Smith in dem Hotel für mehrere Monate während er seinen ersten Roman mit dem Titel "Rock Royalty: Diary of a Supermodel" geschrieben hat.